# Schipholdraaibrug
De Schipholdraaibrug is een draaibrug over de Ringvaart van de Haarlemmermeerpolder in de Oude Schipholweg, tussen de buurtschap Nieuwe Meer en Schiphol-Oost, en verbindt de gemeentes Haarlemmermeer en Amstelveen ter hoogte van het Amsterdamse Bos.
De in juli 1936 geopende brug ligt op de plaats van het afgebroken Fort aan het Schiphol. Toen de groei van de in 1920 geopende luchthaven Schiphol een toenemende verkeersdrukte tot gevolg had, was de capaciteit van de Sloterbrug onvoldoende. Er was al eerder, in 1926, in het kader van het Primaire Wegenplan van de Provincie Noord-Holland besloten de Spaarnwouderweg (de huidige Oude Schipholweg) uit te bouwen tot autoweg.
Het verlengen daarvan naar Amstelveen via de Burgemeester Colijnweg door het gelijktijdig aangelegde Amsterdamse Bos maakte ook deel uit van deze plannen. Dat bij Koninklijk Besluit in 1926 de defensieve betekenis van het fort Schiphol kwam te vervallen betekende dat het fort aan de provincie kon worden overgedragen. Deze ging over tot sloop van het fort en de bouw van de brug. Het brugwachtershuis en de landhoofden zijn in typische Amsterdamse School baksteenarchitectuur uitgevoerd. Tijdens de bouw heeft er op deze plek tussen 1 januari 1932 en de opening in 1936 een pont gevaren.

## Huidige situatie
Door wijzigingen aan de Burgemeester Colijnweg is de betekenis van de brug verminderd; het is in 2013 voor auto's een eenrichtingbrug geworden in oostelijke richting, vanaf Schiphol in de richting van Amstelveen, en vormt een deel van de oprit naar de A9. Verkeer van het Amsterdamse Bos naar Badhoevedorp en Schiphol moet voortaan omrijden via de Bosrandbrug. Tussen 17 februari 2014 en 6 oktober 2016 was de brug afgesloten voor autoverkeer. Na een onverwachte verzakking is in deze periode een landhoofd vervangen.
Al eerder werd aan de oostzijde van de brug een onderdoorgang aangelegd voor de fiets- en voetgangersroute tussen de Burgemeester Colijnweg en het Amsterdamse Bos. Hiertoe waren twee bruggen nodig tussen de oever van de ringvaart en de onderdoorgang in het talud van de brug.

## Overige
De Schipholdraaibrug maakt deel uit van de Staande Mastroute. Sedert 1970 wordt de brug aan de noordkant overschaduwd door de Schipholbrug in de A9. Die brug gaat alleen open als een Staande Mastrouteconvooi langskomt.

## Afbeeldingen

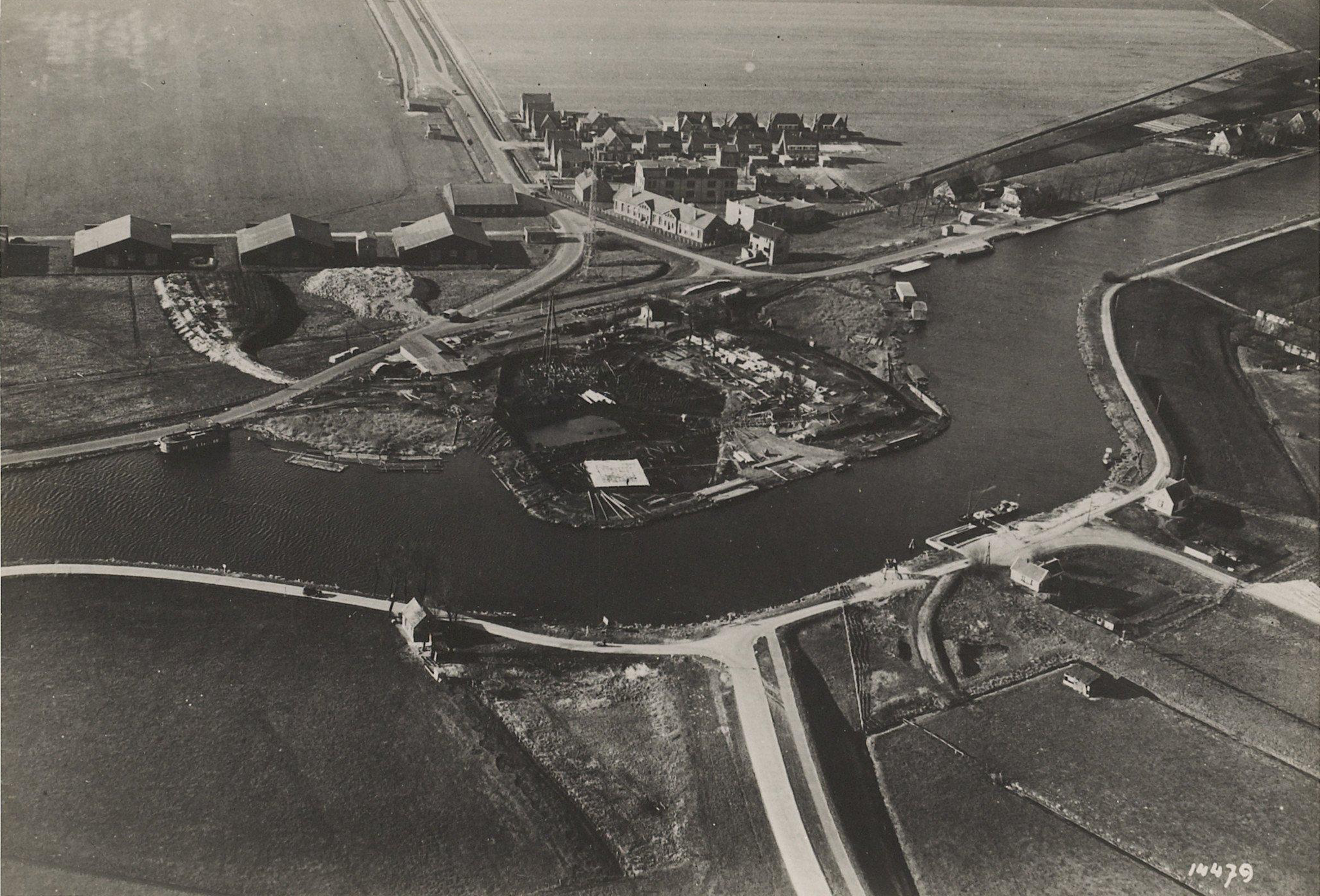
Bouwterrein op voormalig fort in 1935.
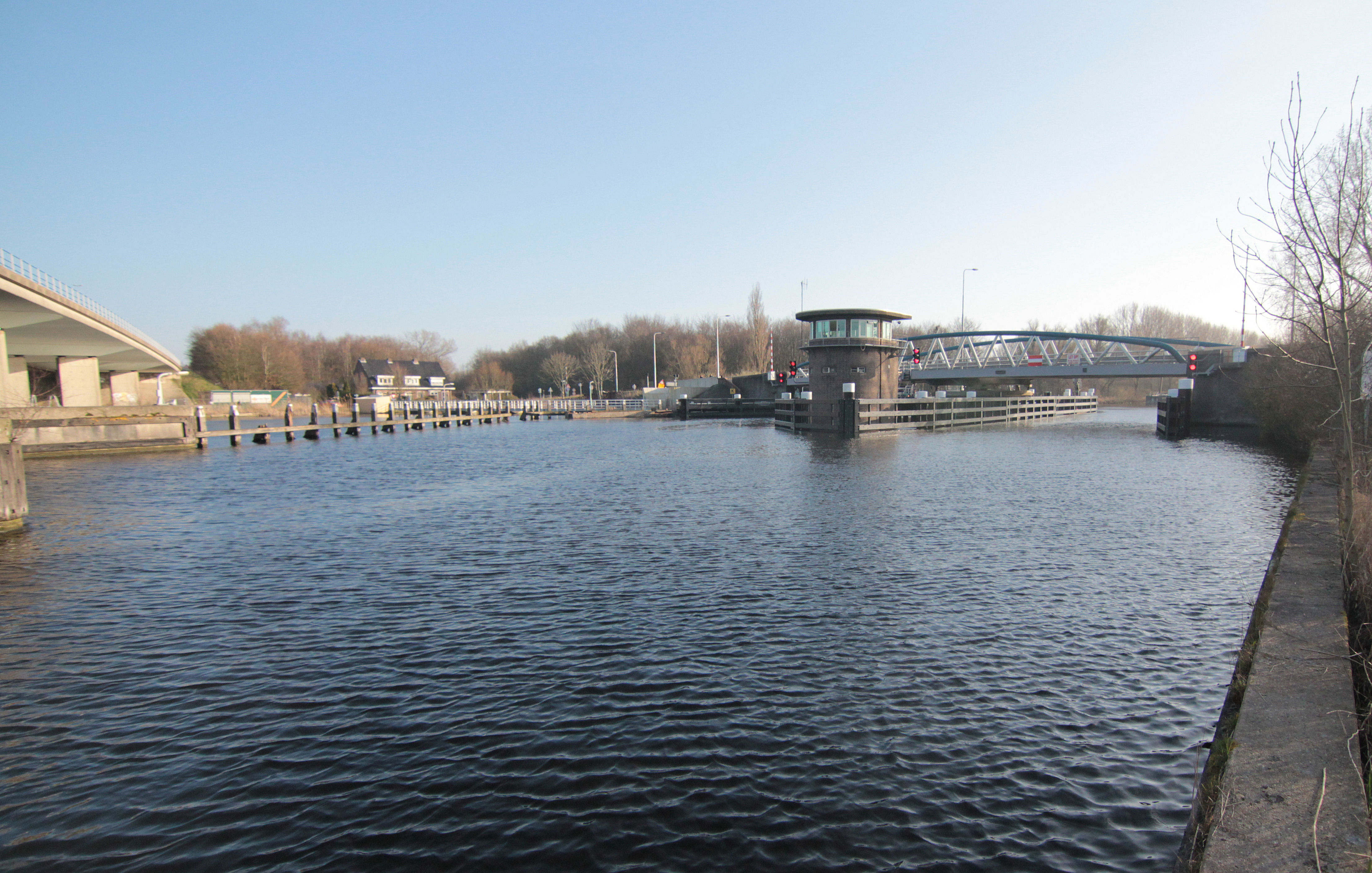
De Schipholdraaibrug, gezien naar het zuidwesten; maart 2014.
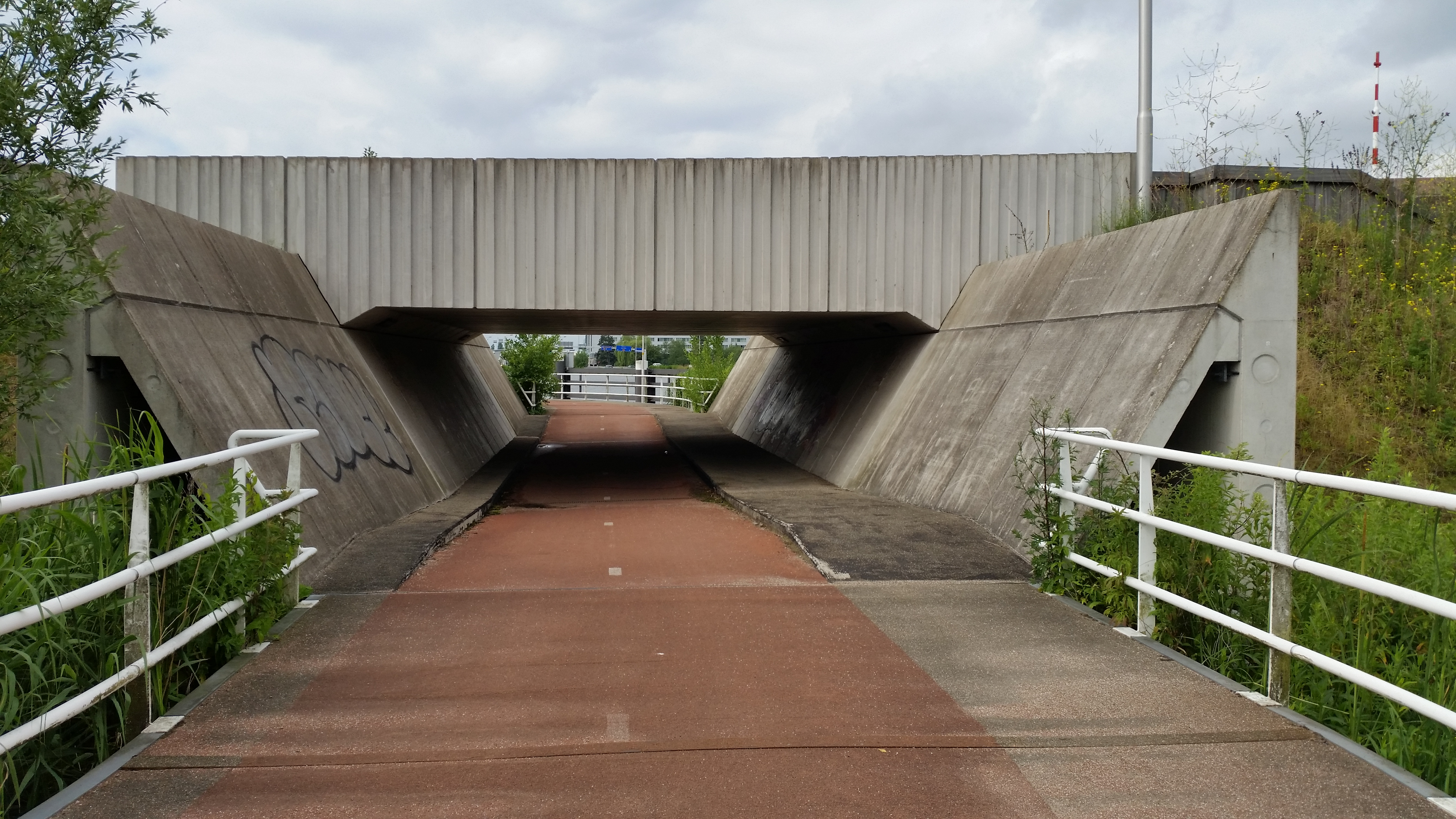
Onderdoorgang in talud Schipholdraaibrug; uiterst rechts een slagboom van de draaibrug; juni 2019.